# Mathématiques modernes (groupe)
Cet article concerne un groupe de musique. Pour l'article sur les mathématiques, voir Mathématiques modernes.
Mathématiques modernes est un groupe de new wave français, actif entre 1979 et 1982.

## Historique
Le groupe Mathématiques modernes est composé d'Edwige Belmore, dite « Edwige, la reine des punks », égérie de la nuit parisienne de l'ère punk-new wave, physionomiste et « figure de proue du Palace », et de l'artiste Claude Arto, qui avait monté le groupe Electromenagex avec Jean Néplin.
En 1978-1979, Fabrice Emaer donne les clefs du club Le Sept alors fermé, pour que le groupe puisse répéter. Le groupe, après une série de concerts, fut actif au début des années 1980, avec quatre disques. 
Leur single 45 tours Disco Rough, produit par Jacno, connut un certain succès et fut élu « single of the week » par le NME,. 
Claude Arto est mort en octobre 2013, Edwige Belmore est morte le 22 septembre 2015.

## Discographie
- 1980 : Disco-rough / A+ B = C, 45 tours, Celluloïd
- 1980 : Disco-rough, Maxi 45 t., Dorian/Celluloïd
- 1981 : Les Visiteurs du soir, 33 tours, Dorian
- 1981 : Paris Tokyo, 45 tours, Dorian

## Reprises
- La musique de Disco-rough fait partie de la bande originale du court-métrage de Yann Gonzalez, Je vous hais petites filles réalisé en 2008, et du long-métrage d'Eva Ionesco Une jeunesse dorée sorti en 2019.
- En 2013,  Yelle sort A + B = C en single inédit.